# Ypsora santaris
Ypsora santaris là một loài bướm đêm trong họ Erebidae.